# Spindelnevus
Spindelnevus är små fläckar som kan förekomma var som helst på kroppen, men vanligtvis uppstår i ansiktet, i nacken eller på benen (de områden som utsätts för solens strålar). De flesta personer som drabbas av enstaka spindelnevi har ingen bakomliggande sjukdom som orsakar det. Spindelnevi ingår i leverstigmata och kan vara tecken på kronisk leversjukdom. Andra bakomliggande orsaker kan vara förändringar av hormonnivåer som vid graviditet, skada eller UV-strålning.
Det kan ibland finnas en röd prick i mitten av klustret av tunna blodkärl, men det behöver inte nödvändigtvis vara så. De tunna kärlen bildar en spindelvävsliknande form och kan vara röd, blå och/eller lila till färgen. När de utsätts för tryck, försvinner de och dyker därefter upp igen då blodet flödar tillbaka till kärlen.